# Бран Мутимирович
Бран Мутими́рович (серб. Бран Мутимировић) — средний сын сербского князя Мутимира. Его дата и место рождения неизвестны. Бран Мутимирович в трудах Константина Багрянородного упоминается в связи с возвратом болгарских пленных, которых разбил в сражении дед Брана Властимир. После смерти своего отца Мутимира около 891 года, Бран правил вместе с братьями Первославом и Стефаном. В 892 году они были свергнуты своим двоюродным братом Петром Гойниковичем, прибывшим из Хорватии. Сыновья Мутимира бежали в Хорватию. Около 894 года Бран вторгся в Сербию во главе хорватского войска, но потерпел поражение. Он был пленен и ослеплен. Дальнейшая его судьба неизвестна.
Сын Брана Павле Бранович правил после поражения Петара Гойниковича в 917—921 гг.